# Herwig Hafa
Olaf Herwig Hafa (* 6. März 1910 in Gnadau; † 28. April 2000 in Berlin) war ein deutscher evangelischer Theologe und Publizist.

## Leben

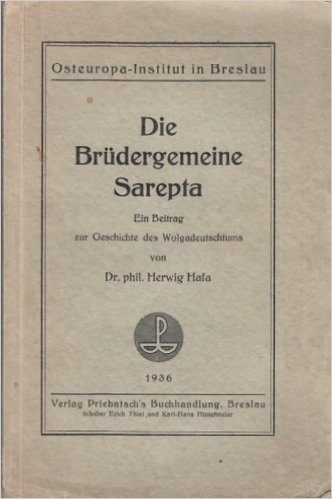
Veröffentlichte Dissertation Herwig Hafa, archiviert im Ida-Seele-Archiv

Hafa studierte zwei Semester Theologie am Theologischen Seminar der Brüdergemeine in Herrnhut. Anschließend studierte er Theologie, Philosophie, Geschichte und Deutsch in Tübingen, Berlin und Breslau. 1936 legte er das Staatsexamen für das Höhere Lehramt ab und promovierte im gleichen Jahr zum Dr. phil mit einer Arbeit über Die Brüdergemeine Sarepta. Ein Beitrag zur Geschichte des Wolgadeutschtums. Seine wissenschaftliche Arbeit orientierte sich konsequent an den Quellen des Herrnhuter Unitätsarchiv und war damit nicht nur über jeden Ideologieverdacht erhaben. 1937 legte Hafa das erste theologische und drei Jahre später das zweite theologische Examen ab. Von 1938 bis 1940 war Hafa Studienassessor und Internatsleiter der Brüdergemeine und ab 1939 zugleich Lehrvikar. Für kurze Zeit arbeitete er als Studienrat in Hirschberg. 1942 wurde er zur Wehrmacht eingezogen. Nach der Rückkehr aus der Kriegsgefangenschaft übernahm er 1947 das Amt eines Stadtsynodalpfarrers in Berlin. Bischof Otto Dibelius ernannte ihn zum nebenamtlichen Erziehungsreferenten für die evangelischen Kirchen in der sowjetischen Besatzungszone. Von 1955 bis 1959 leitete Hafa die Erziehungskammer der EKD für die Gliedkirchen in der DDR. Auch in der Evangelischen Kirche der Union (u. a. Mitglied des Erziehungsausschusses und der Synode) sowie in der Evangelischen Kirche in Berlin-Brandenburg (u. a. Leiter der Erziehungskammer 1965–1976) war er in führender Position an der Ausrichtung des Bildungswesens beteiligt. Als Oberkirchenrat trat er 1978 in den Ruhestand.
Hafa veröffentlichte mehrere religiöse Schriften und zeichnete viele Jahre als Herausgeber und Schriftleiter der der von ihm 1948 gegründeten Zeitschrift für Katecheten und Katechetinnen Die Christenlehre. Zeitschrift für das katechetische Amt verantwortlich. Für das Periodikum verfasste er eine beachtliche Anzahl von Beiträgen. In der ersten Nummer bewertete der Schriftleiter die Entwicklung der kirchlichen Untersweisung positiv. Der Religionsunterricht der Schule stünde immer in Gefahr, dem Bildungsideal des Staates zu dienen. An die Stelle von Orientierung über Religionen und Moralunterricht sei Christenlehre für die jungen, getauften Glieder der Kirche getreten. Die eigene Botschaft der Kirche stehe im Vordergrund, was der Kirche Freude machen könne, ermutigte HAFA die Leser. Außerdem war er neben Konrad Korth und Oskar Ziegner maßgebend an einem Lehrplanentwurf für die Katechetenausbildung beteiligt, der 1950 erschien.
Sein Sohn Hans-Georg Hafa (* 1942) wurde Jurist und ebenfalls Oberkirchenrat bei der Evangelischen Kirche der Union.

## Werke (Auswahl)
- Die Brüdergemeine Sarepta. Ein Beitrag zur Geschichte des Wolgadeutschtums. Breslau 1936
- mit Walter Zimmermann: Zur Erneuerung der christlichen Unterweisung. Berlin 1957.
- Der Weg der Christenheit durch die Geschichte. Berlin 1963
- Wenn eure Kinder fragen. Die biblische Geschichte bei kleineren Kindern. Berlin 1964
- In dir ist Freude. Evangelisches Kindergesangbuch. Berlin 1968
- Das Wort läuft. Biblisches Lesebuch. Berlin 1970